# Pieter Kuijpers
Pieter Kuijpers (Tegelen, 30 juli 1968) is een Nederlands filmregisseur, scriptschrijver en filmproducent.

## Filmografie (selectie)

### Films
- Riphagen (2016)
- Hemel op aarde (2013)
- Doodslag (2012)
- TBS (2008)
- Dennis P. (2006)
- De griezelbus (2005)
- Off Screen (2005)
- De ordening (2003) (televisiefilm)
- Van God los (2003)

### Korte films
- Darkling (1995)

### Televisieseries
- Nemesis (2024)
- Een van ons (2024)[1]
- The Spectacular (2021)
- Ares (2020)
- Smeris (2013)
- Westenwind (2000)
- Wildschut & De Vries (2000)

### Discografie
- 'Je Ziet Me Niet' (als Boule de Deux) (met Arno Krabman en Jeroen van Koningsbrugge)

## Nominaties en prijzen
- 2003 - Gouden Kalf Beste Film & Beste Scenario, Nederlands Film Festival, voor Van God Los[2]
- 2012 - Nominatie Gouden Kalf Beste Regisseur, Nederlands Film Festival, voor Hemel op Aarde
- 2013 - Nominatie Magnolia Award, Shanghai International TV Festival, voor Doodslag
- 2016 - ShortCutz Amsterdam| ShortCutz Amsterdam Career Achievement Award